# Castelo de Breda
O Castelo de Breda (em neerlandês: Kasteel van Breda) é uma fortificação histórica localizada no município de Breda, na província de Brabante do Norte nos Países Baixos. O castelo situa-se na Praça do Castelo (Kasteelplein) no centro do município. Está incluído na lista de patrimônio histórico cultural dos Países Baixos. Foi a residência da familía de Orange-Nassau. Desde 1826 é a sede da Koninklijke Militaire Academie.

## História
A edificação foi construída como um castelo fortificado em 1350 pelo nobre Jan II van Polanen, Senhor de Breda. Em 1403, o castelo passou para as mãos da família real Nassau após uma descendente de Jan II van Polanen ter casado com um membro da familía Nassau.
No século XVI, o castelo fortificado foi expandido e remodelado pela familía Nassau, convertendo-o em um palácio em estilo renascentista. Após a morte de seu primo Renato de Châlon em 1544, o conde Guilherme IX de Nassau herdou o castelo. Sob o nome de Guilherme de Orange ele liderou a luta pela independência da Repúlica Holandesa. Durante o conflito o palácio teve uma função militar.
Em 1667, foi assinado no Castelo de Breda a Paz de Breda entre a Repúlica Holandesa e os Reinos da Inglaterra, França e Dinamarqua, que pôs fim à Segunda Guerra Anglo-Holandesa.
Aproximadamente 160 anos depois, mais precisamente em 1826, o então rei Guilherme I cedeu o Castelo de Breda à Koninklijke Militaire Academie. Em 1828, chegaram os primeiros cadetes.

## Tombamento
Devido à sua importância, o Castelo de Breda foi tombado como patrimônio histórico cultural dos Países Baixos em 16 de março de 1966 pelo Rijksdienst voor het Cultureel Erfgoed (RCE).